# Doble
Doble (Добл) — американский производитель паровых автомобилей, существовавший в 1909−1931 годах. Последние модели компании, имевшие газотрубный котёл и электростартер, считаются вершиной мысли в индустрии паровых автомобилей, которая перестала существовать в начале XX века. Сама компания в разное время именовалась Doble Detroit, The Doble Steam Motors Corporation и Doble Automobile. Самыми массовыми автомобилями компании были модели E и C.

## История
Абнер Добл родился в 1890 году в Сан-Франциско в семье механиков-инженеров, изготавливавших комплектующие для горнодобывающих и транспортных предприятий. Свой первый паровой автомобиль он сконструировал при поддержке братьев в 1906 году, когда ему было 16 лет и он учился в старшей школе. В то время автомобили с двигателем внутреннего сгорания (ДВС) были шумными, сложными и некомфортными в использовании, а электромобили — дорогими и с небольшим запасом хода. В то же время паровые автомобили имели ряд преимуществ — они были относительно тихими, более простыми в конструкции, а также имели высокий крутящий момент. Вместе с этим были и недостатки — большая масса, длительность разогрева котла, а также, как и у электромобилей, небольшой запас хода (который тогда составлял в среднем 150 км). Поэтому Абнер решил попробовать сконструировать паровой автомобиль и устранить часть недостатков. За основу своего прототипа он взял автомобиль фирмы White Motor Company, который был дополнен паровым котлом собственной разработки. Свои разработки Абнер продолжил во время учёбы в Массачусетском технологическом институте. Тогда у него возникла идея их продвижения в Stanley Steamer — на тот момент компании-лидере в производстве паровых автомобилей. Он предложил компании свой проект по увеличению запаса хода автомобилей за счёт совершенствования системы охлаждения пара в котле. Однако его идеи не были поддержаны, и тогда Абнер решил доказать состоятельность своего проекта сам. Вместе с братом Джоном он через год изобретает автомобиль, способный проехать на одной заправке 350 км. Котёл и топливный бак (в качестве топлива применялся керосин) располагались под сидениями пассажиров, а двухцилиндровый двигатель был интегрирован в заднюю ось автомобиля. Таким образом удалось избавиться от коробки передач, сцепления и карданного вала, а также улучшить управляемость за счёт сбалансирования распределения веса, понизить вибрации и шум и увеличить коэффициент полезного действия. Чтобы доказать свою правоту, братья отправились в Ньютон (Массачусетс), где располагался офис Stanley Steamer, и прямо перед ним устроили тест-драйв. На руководителей компании произвело впечатление отсутствие видимых шумов и паров. Однако предложений от компании Абнер всё равно не получил, а к 1910 году и Stanley Steamer, и White Motor Company перешли на производство двигателей с ДВС, поскольку рядовые паровые автомобили проигрывали по всем параметрам. Тем не менее это не оттолкнуло Абнера от своих идей.
В 1914 году братья открыли мастерскую в городе Уолтем (Массачусетс) по производству паровых автомобилей — к тому времени Абнер уже разработал прототипы будущих моделей A и B, а также имел с братом ряд патентов на свои изобретения. При этом буквенные обозначения подразумевали модель двигателя, на которых была сконцентрирована работа мастерской. В 1915 году Абнер получил инвестиции суммой в $200 000 и основал компанию General Engineering Company.
В 1917 году, когда компания уже наладила производство своих автомобилей, США вступили в Первую мировую войну, ввиду чего оборот стали был искусственно заморожен (для военных нужд) и братья потеряли возможность конструировать гражданские автомобили. Тогда они занялись разработкой парового двигателя для танка, однако это не вызвало интереса у военных. Вскоре братья Абнер и Джон поссорились из-за того, что в рекламной кампании был упомянут только Абнер. Кроме того, они не смогли поделить патенты компании, ввиду чего Джон её покинул, а Абнер уехал домой в Сан-Франциско. После смерти Джона в 1921 году оставшиеся братья возродили производство паровых автомобилей под маркой Doble Steam Motors.
В 1924 году суммарная стоимость акций компании достигла $1 млн, при этом было продано всего 34 автомобиля. Калифорнийское бюро корпораций (США) обязало компанию приостановить продажу акций до тех пор, пока объём продаж не возрастёт. Однако некоторое количество акций было продано в обход закона, поскольку компании требовались деньги. За это в мае 1924 г. Добл и трое его сотрудников были обвинены в нарушении Калифорнийского кодекса корпоративных ценных бумаг, причём сотрудники дали показания против Добла. Судебные разбирательства и нехватка денег поставили компанию на грань банкротства, и в 1931 году фирма закрылась. Абнер Добл уехал в Новую Зеландию, где занялся производством паровых автобусов, а после — в Англию, где конструировал паровозы. До конца жизни он считал, что паровые автомобили ничуть не хуже автомобилей с ДВС.

## Автомобили

### Model A, B
В своей первой серийной модели (Model A, создана в 1911−1912) братья применили технологию ячеистого радиатора, что позволило существенно увеличить площадь охлаждения, а также запас хода до рекордных 2000 км на одной заправке топливного бака. В Model B (1913−1914) были применены другие изобретения братьев — паровой конденсатор, а также подача смешанных моторного масла и воды в котёл, что предотвращало образование на его стенках накипи и коррозии. Применение таких технологий позволило улучшить характеристики максимальной скорости (61 км/ч) и разгона (в перерасчёте — 100 км/ч за 15 секунд). Новшества автомобиля привлекли внимание прессы — в 1914 году про автомобиль написал журнал The Automobile.

### Model C
В следующей модели С (имевшей второе название Detroit), которая стала разрабатываться в 1915 году, братья сосредоточились на модернизации розжига топки и разведения паров. Тогда на это требовалось много времени (до получаса), но созданием электростартера это время было сокращено до 1,5 минут, что было рекордом даже по сравнению с автомобилями на ДВС, на тот момент использовавшими «кривой стартер» (однако, по сравнению с ДВС, на паровых автомобилях братьев ещё не была разработана система реверса движения, из-за чего водитель при старте не знал, в какую сторону поедет автомобиль). Для разогрева требовалось только нажать кнопку и дождаться увеличения давления и температуры в котле до необходимых значений. В 1916 году Абнер рассказал об устройстве автомобиля на тематической встрече в Кливленде. Автомобиль был презентован на Нью-Йоркском автосалоне 1917 года, и в итоге публика отреагировала на его появление и технологии большим количеством заявок (5390). Стартовая стоимость автомобиля в 1917 году была установлена на $2500. Компании братьев, из-за вступления США в Первую мировую войну, удалось создать менее 100 автомобилей. Однако имелись и другие проблемы — автомобиль был ненадёжным в быту, на высоких скоростях вёл себя непредсказуемо, а паровой котёл требовал тщательного обслуживания.

### Model D
После смерти Джона оставшиеся братья в 1922 году начали разрабатывать опытную модель D, где попытались устранить наиболее негативные черты из предыдущей модели. Двухтактный двигатель был заменён на четырёхцилиндровый, однотрубный прямоточный котёл установлен вертикально. Также была усилена герметизация котла, модернизированы его детали и переработан алгоритм движения пара. Всего было собрано 5 автомобилей.

### Model E

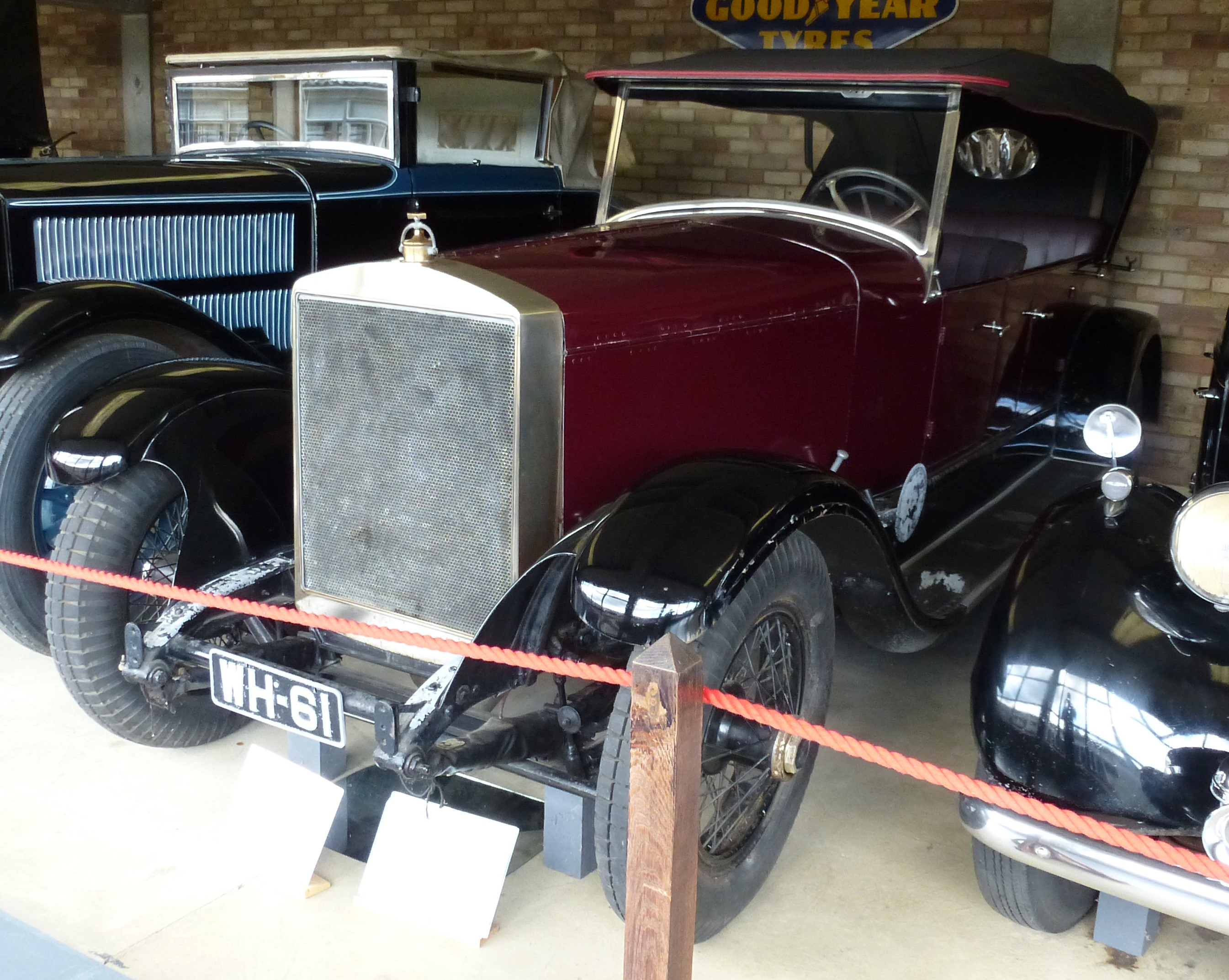
Doble Model E 1924 года выпуска

В 1923 году был разработан концепт модели Е. Братья вновь применили свои изобретательские способности — новая модель прогревалась за 23 секунды, причём в абсолютно любую погоду, даже в сильный мороз (однако для этого требовалось не допускать замерзания воды в баке). Были подняты и скоростные характеристики — максимальная скорость увеличена на 160 км/ч, а до 120 км/ч автомобиль разгонялся всего за 10 секунд; запас хода был увеличен до 2400 км на одной заправке. Автомобиль экологически был очень чистым — сжигание топлива производилось при очень высокой температуре и низком давлении, а также практичным, поскольку был нетребователен к топливу. Однако E стоила гораздо дороже предшественников — $9000, из-за дорогих комплектующих (использовалась лучшая сталь, а в отделке — дорогое дерево и слоновая кость), причём производилась в Калифорнии. По этой причине было продано всего 24 автомобиля. Тем не менее автомобиль снискал славу в узких кругах — например, Говард Хьюз считал Model E лучшим автомобилем из всех, что он видел и водил.

### Model F
Model F начала разрабатываться уже после судебных дел, в 1930 году. В ней был модифицирован котёл и насос подачи воды. Всего было построено 7 машин модели F, после чего в 1931 году компания была ликвидирована из-за банкротства.